# بلانکا سولز
بلانکا سولز (انگلیسی: Blanca Solís؛ زادهٔ ۳۰ آوریل ۱۹۹۶) بازیکن فوتبال اهل مکزیک است.
وی همچنین در تیم‌های ملی فوتبال Mexico women's national under-17 football team و Mexico women's national under-20 football team بازی کرده‌است.